# 太平寺塔
太平寺塔是位于中国陕西省岐山县原太平寺旧址内（今岐山县城关小学校园内）的一座佛塔，是一所全国重点文物保护单位。
太平寺塔建于北宋元祐三年（1088年），为八角九层仿木楼阁结构，通高28米。